# 弗丁山
弗丁山（英語：Mount Virdin），是南極洲的山峰，位於帕爾默地，處於赫明森山西南面7公里，屬於韋納山脈的一部分，美國地質調查局根據測量和美國海軍拍攝的空中照片繪入地圖，現時由南極條約體系管理。